# Arthur’s Pass National Park
Arthur’s Pass National Park – jeden z czternastu parków narodowych w Nowej Zelandii. Zlokalizowany jest w centralnej części Wyspy Południowej w Alpach Południowych. Przedzielony jest drogą krajową nr 73 znaną również jako Wielka Droga Alpejska (ang. Great Alpine Highway). Prowadzi ona przez przełęcz Arthur’s Pass, której park zawdzięcza swoją nazwę. Zajmuje powierzchnię 1143 km². Został utworzony w 1929 roku. Tak jak pozostałe parki narodowe w Nowej Zelandii, jest zarządzany przez Department of Conservation.

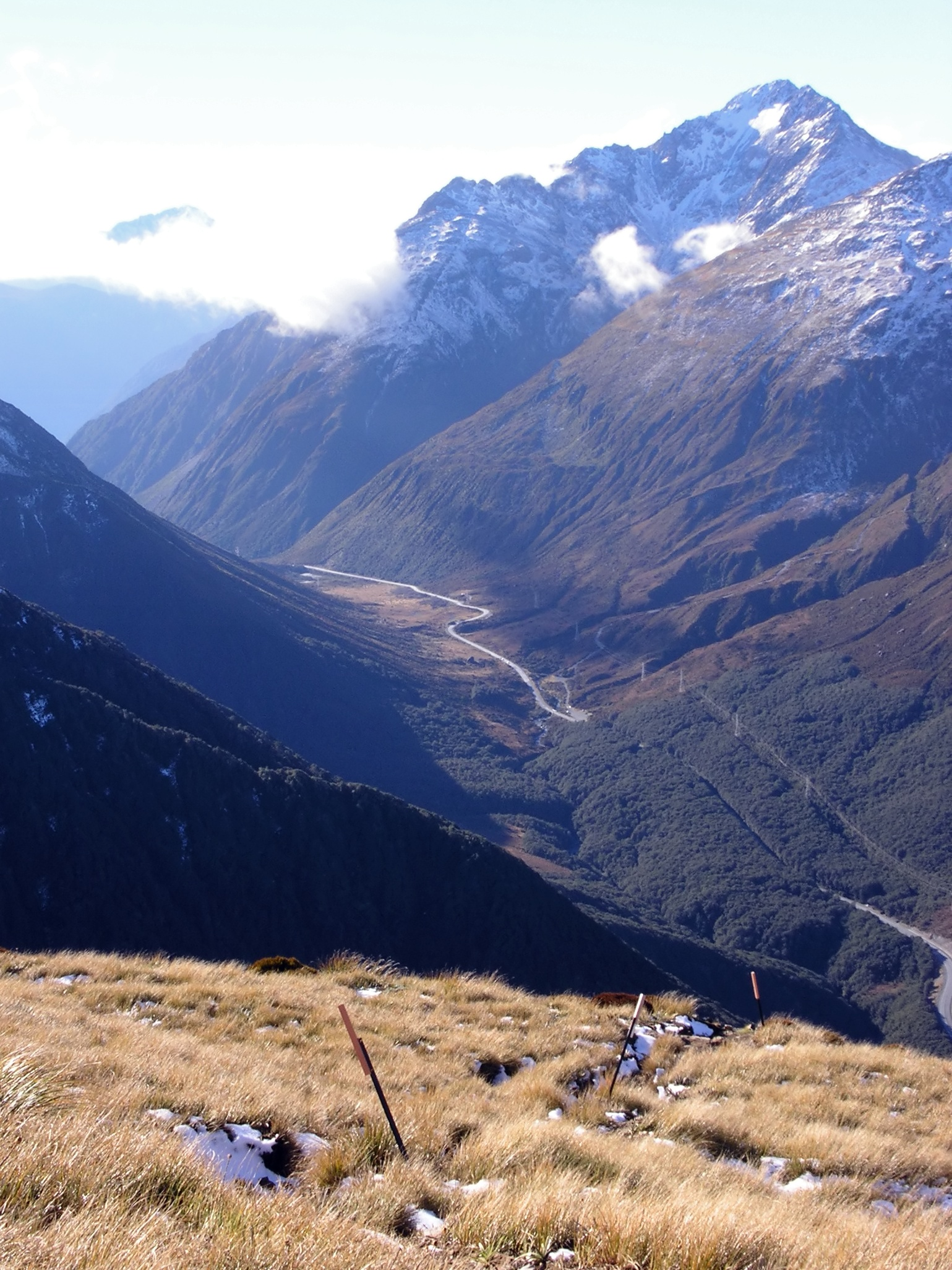
Przełęcz Arthur’s Pass widziana ze zbocza góry Avalanche Peak

## Flora
Istnieje duży kontrast między szatą roślinną parku na zachodnich zboczach Alp Południowych a roślinnością od strony wschodniej. Zachodnie zbocza zdominowane są przez lasy deszczowe strefy umiarkowanej, natomiast wschodnie zbocza porośnięte są głównie lasami bukanów.

## Fauna
Na terenie parku można spotkać rzadkie ptaki takie jak kea i kiwi plamisty, jak również bardziej powszechne gatunki: wachlarzówka posępna oraz miodożer szparagowy.